# Cricetidae
Cricetidae, porodica mišolikih glodavaca (Myomorpha) iz natporodice Muroidea koja se sastoji od nekoliko potporodica, to su: Arvicolinae, kojoj pripadaju voluharice, ondatra i leminzi;  Cricetinae kojoj pripadaju hrčci; Lophiomyinae s vrstom Lophiomys imhausi; Neotominae, štakori i miševi novog svijeta (sjeverna Amerika);  Sigmodontinae, razne vrste štakora iz Južne Amerike; Tylomyinae s četiri roda.
U hrvatskom jeziku ova porodica često se pogrešno naziva hrčci, ali oni čine samo jednu od njezinih potporodica. 